# Rektoren und Präsidenten der Universität Hamburg
Rektoren und Präsidenten der Universität Hamburg standen von 1919, dem Jahr der Gründung, bis 2023 über unterschiedlich lange Zeiträume an der Spitze der Einrichtung. Insgesamt waren / sind es 31 Rektoren und fünf Präsidenten, welche die Universität Hamburg leiteten beziehungsweise leiten. Der fünfte Präsident, Hauke Heekeren, ist seit dem 1. März 2022 im Amt.
Die Dauer der Amtszeit der Rektoren und Präsidenten reichte seit 1919 von einem Jahr bis zu mehr als zwei Jahrzehnten.
Während die Leitung der Universität in den Jahren 1919 bis 1969 in den Händen eines Rektors lag, wird diese Aufgabe seit 1970 von einem Präsidenten erfüllt. Grundlage hierfür bildet ein verändertes Führungsmodell. Anders als der Rektor muss ein Präsident nicht zwingend aus den Reihen der hochschuleigenen Professoren stammen.
Alle Rektoren und drei der Präsidenten der Universität waren vor ihrem Amtsantritt Professoren.
Fast ausnahmslos standen Männer an der Spitze der Hamburger Universität. Die Ausnahme bildete zu Beginn des 21. Jahrhunderts Monika Auweter-Kurtz.

## Rektoren

### Weimarer Republik
13 Rektoren repräsentierten die Hamburger Universität während der Weimarer Republik. Sie entstammten unterschiedlichen Fakultäten. Einer der Rektoren war Rudolf Laun. Mit seiner Ausnahme bekleideten die Professoren das Amt jeweils für ein Jahr. Laun wurde zweimal zum Rektor gewählt.
Gründungsrektor der Universität war der Professor für Nationalökonomie Karl Rathgen. Sein Amtsjahr begann 1919 und endete 1920.
Rathgen folgte der Professor für Völkerkunde Georg Thilenius. Er hatte das Amt von 1920 bis 1921 inne. In den Jahren 1921 bis 1922 bekleidete der Professor für Chirurgie Hermann Kümmell das Amt des Rektors. Nach Kümmell, von 1922 bis 1923, war der Professor der Deutschen Altertums- und Volkskunde Otto Lauffer Rektor der Universität. Lauffer folgte der Professor für Englische Sprache und Kultur Emil Wolff. Wolff war von 1923 bis 1924 Rektor. Der Professor für Öffentliches Recht Rudolf Laun bekleidete das Amt des Rektors in den Jahren 1924 bis 1926. Von 1926 bis 1927 war der Professor für Tropenmedizin Bernhard Nocht Rektor in Hamburg. Ihm folgte der Professor für Mathematik Wilhelm Blaschke. Blaschke übte das Amt in den Jahren 1927 bis 1928 aus. Nach Wilhelm Blaschke, von 1928 bis 1929, hatte der Professor für Sozialökonomie Heinrich Sieveking es inne. Im Amtsjahr 1929 bis 1930 war der seit 1919 in Hamburg lehrende Professor der Philosophie Ernst Cassirer Rektor der Universität. Cassirer war einer der ersten jüdischen Rektoren an einer deutschen Universität. Ludolf Brauer, Professor für Innere Medizin, folgte Cassirer. Er bekleidete das Amt von 1930 bis 1931. Nach Brauer, in den Jahren 1931 bis 1932, war der Professor der Meteorologe Albert Wigand Rektor der Hamburger Universität. Ihm folgte, von 1932 bis 1933, der Professor für Bürgerliches Recht Leo Raape.

### Nationalsozialismus und Zweiter Weltkrieg
Vier Rektoren standen während der Zeit des Nationalsozialismus und des Zweiten Weltkrieges an der Spitze der Hamburger Universität.
Rektor im Amtsjahr 1933 bis 1934 war der Professor für Strafrecht Eberhard Schmidt. Der Professor für Kolonial- und Überseegeschichte und Geschichte des Deutschtums im Ausland Adolf Rein leitete die Universität von 1934 bis 1938. Nach Rein war der Professor für Sprache und Kultur Japans Wilhelm Gundert von 1938 bis 1941 Universitätsrektor. In der Zeit von 1941 bis 1945 hatte der Professor für Pharmakologie Eduard Keeser das Amt des Rektors inne.
Eberhard Schmidt setzte seine Karriere nach dem Ende des Nationalsozialismus fort. Adolf Rein wurde dauerhaft aus dem Hochschuldienst entlassen. Der 1880 geborene und 1945 entlassene Wilhelm Gundert erhielt 1955 die Rechtsstellung eines Emeritus. Eduard Keeser war kurzfristig entlassen worden, kehrte jedoch Anfang 1946 an die Universität zurück.

### Besatzungszeit

Siegel der Universität Hamburg

In der Besatzungszeit repräsentierten drei Rektoren die Universität Hamburg. Zwei von ihnen, Emil Wolff und Rudolf Laun, hatten das Amt des Rektors bereits während der Weimarer Republik inne. Sie bekleideten es in den Jahren 1945 bis 1947 beziehungsweise 1947 bis 1948. Wolff und Laun folgte der Professor der Physikalischen Chemie Paul Harteck. Dieser war ab 1948 Rektor.

### Bundesrepublik Deutschland

#### 1949 bis 1969
14 Rektoren wies die Universität Hamburg in den Jahren 1949 bis 1969 auf.
Der letzte Rektor der Besatzungszeit, Paul Harteck, war zugleich der erste Rektor der Universität Hamburg nach Gründung der Bundesrepublik Deutschland. Er hatte das Amt bis 1950 inne. Harteck folgte im Amtsjahr 1950 bis 1951 der Professor der Inneren Medizin Arthur Jores. Nach Jores, von 1951 bis 1952, war der Professor für Klassische Philologie Bruno Snell Rektor. Im folgte im Amtsjahr 1953 bis 1954 der Professor für Zivilprozessrecht, Bürgerliches Recht und Arbeitsrecht Eduard Bötticher. Der Professor für Geographie Albert Kolb stand im Amtsjahr 1954 bis 1956 als Rektor an der Spitze der Universität. Von 1956 bis 1958 war Karl Schiller, Professor für Volkswirtschaftslehre, Rektor der Universität Hamburg. Nach Schiller, im Amtsjahr 1958 bis 1959, leitete der Professor für Tropenmedizin Ernst Georg Nauck die Universität. Nauck folgte der Professor für Mittlere und Neuere Geschichte Otto Brunner. Brunner war im Amtsjahr 1959 bis 1960 Rektor. Nach Brunner, im Amtsjahr 1960 bis 1961, leitete der Theologieprofessor Helmut Thielicke die Universität als Rektor. Thielicke folgte der Professor für Strafrecht, Kriminologie und Jugendrecht Rudolf Sieverts, der das Amt des Rektors im Amtsjahr 1961 bis 1963 bekleidete. Rektor nach Sieverts, von 1963 bis 1965, war der Professor für Mathematik Emanuel Sperner. Im Amtsjahr 1965 bis 1967 hatte der Professor für Kinderheilkunde Karl-Heinz Schäfer das Amt des Rektors der Universität inne. Der Professor für Volkswirtschaftslehre Werner Ehrlicher folgte ihm ab 1967. Als Letzter war der Professor für Angewandte Chemie Hansjörg Sinn im Amtsjahr 1969 bis 1970 Rektor der Universität Hamburg.

## Präsidenten

### Bundesrepublik Deutschland

#### 1970 bis 2023
Vier Präsidenten und eine Präsidentin repräsentierten beziehungsweise repräsentieren die Universität Hamburg seit 1970.
Erster Präsident war der evangelische Theologe Peter Fischer-Appelt. Fischer-Appelt hatte das Amt mehr als zwei Jahrzehnte inne, von 1970 bis 1991. Der Jurist Jürgen Lüthje folgte Peter Fischer-Appelt als Präsident. Lüthje stand eineinhalb Jahrzehnte an der Spitze der Universität, von 1991 bis 2006. Drei Jahre lang war die Professorin für Raumtransporttechnologie Monika Auweter-Kurtz Präsidentin, von 2006 bis 2009. Aufgrund interner Auseinandersetzungen schied sie vorzeitig aus dem Amt. Von 2010 bis 2022 leitete der Professor für Erziehungswissenschaft Dieter Lenzen die Universität Hamburg. Ihm folgte im Jahr 2022 der Neurowissenschaftler Hauke Heekeren als Präsident.